# Seria A polska w rugby (1999/2000)
Seria A polska w rugby (1999/2000) – czterdziesty czwarty sezon najwyższej klasy ligowych rozgrywek klubowych rugby union w Polsce. Tytuł mistrza Polski zdobyła Lechia Gdańsk, drugie miejsce zajęła Arka Gdynia, a trzecie Dębica Lincer Pruszcz Gdański.

## Uczestnicy rozgrywek
W rozgrywkach wzięło udział siedem najlepszych drużyn Serii A w poprzednim sezonie: Lechia Gdańsk, Arka Gdynia, Ogniwo Sopot, Budowlani Łódź, Dębica Lincer Pruszcz Gdański, AZS AWF Warszawa i Budowlani Lublin oraz zwycięzca Serii B z poprzedniego sezonu, Posnania Poznań.

## Przebieg rozgrywek
Rozgrywki toczono systemem jesień – wiosna, każdy z każdym, mecz i rewanż.
Wyniki spotkań:
|                               | Lechia Gdańsk | Arka Gdynia | Ogniwo Sopot | Budowlani Łódź | Dębica Lincer Pruszcz Gdański | AZS AWF Warszawa | Budowlani Lublin | Posnania Poznań |
| Lechia Gdańsk                 | –             | 15:9        | 32:17        | 36:6           | 10:0                          | 63:3             | 97:5             | 53:7            |
| Arka Gdynia                   | 13:10         | –           | 14:13        | 32:22          | 19:7                          | 18:13            | 31:0             | 62:11           |
| Ogniwo Sopot                  | 15:20         | 3:18        | –            | 51:3           | 7:46                          | 34:17            | 34:19            | 48:6            |
| Budowlani Łódź                | 14:27         | 3:26        | 33:19        | –              | 17:28                         | 12:72            | 29:6             | 15:16           |
| Dębica Lincer Pruszcz Gdański | 5:14          | 22:21       | 44:3         | 24:5           | –                             | 31:13            | 39:0             | 62:14           |
| AZS AWF Warszawa              | 23:14         | 17:32       | 31:22        | 20:15          | 10:17                         | –                | 58:32            | 45:7            |
| Budowlani Lublin              | 3:31          | 23:22       | 29:15        | 7:6            | 19:42                         | 17:27            | –                | 27:9            |
| Posnania Poznań               | 3:25          | 12:43       | 0:40         | 11:19          | 0:44                          | 24:25            | 28:22            | –               |

Tabela końcowa:
| Pozycja | Drużyna                       | Punkty razem | Bilans punktów |
| ------- | ----------------------------- | ------------ | -------------- |
| 1       | Lechia Gdańsk                 | 40           | 447:123        |
| 2       | Arka Gdynia                   | 36           | 360:171        |
| 3       | Dębica Lincer Pruszcz Gdański | 36           | 411:152        |
| 4       | AZS AWF Warszawa              | 30           | 374:338        |
| 5       | Ogniwo Sopot                  | 24           | 321:311        |
| 6       | Budowlani Lublin              | 22           | 209:468        |
| 7       | Budowlani Łódź                | 20           | 198:375        |
| 8       | Posnania Poznań               | 18           | 148:530        |

## Seria B
Równolegle z rozgrywkami Serii A odbywała się rywalizacja w Serii B. Wzięło w niej udział osiem drużyn, które rozgrywały mecze zgodnie z zasadą każdy z każdym, mecz i rewanż. Ponieważ zaplanowano poszerzenie Serii A do 10 drużyn, do awans do niej uzyskały dwie najlepsze drużyny Serii B.
Tabela końcowa Serii B (na zielono wiersze z drużynami, które awansowały do Serii A):
| Pozycja | Drużyna             |
| ------- | ------------------- |
| 1       | Orkan Sochaczew     |
| 2       | Juvenia Kraków      |
| 3       | Budowlani Olsztyn   |
| 4       | Folc Sport Warszawa |
| 5       | Pogoń Siedlce       |
| 6       | Skra Warszawa       |
| 7       | Czarni Bytom        |
| 8       | Legion Legionowo    |

## Inne rozgrywki
W finale Pucharu Polski AZS AWFiS Gdańsk pokonał Lechię Gdańsk 16:14. W mistrzostwach Polski juniorów zwycięstwo odniosło Ogniwo Sopot, a wśród kadetów Folc Sport Warszawa. 

## Nagrody
Najlepszym zawodnikiem został wybrany przez Polski Związek Rugby Rafał Fedorowicz, a trenerem Stanisław Zieliński.